# Буда-Горобіївська
Буда-Горобіївська —  село в Україні, у Черкаському районі Черкаської області. Входить до складу Степанецької сільської громади. Населення становить 147 осіб.
У селі є магазин і фельдшерсько-акушерський пункт.

## Відомі люди
- Гарячий Павло Павлович — сотник Армії УНР, командир 1-ї сотні 1-го Гайдамацького кінного куреня ім. Яна Кармелюка
- В селі народився Іван Федотович Хоменко — Герой Радянського Союзу.
- Помер Василь Пащенко (* 1822 — † 1891) — український композитор.